# Psilobethylus
Psilobethylus is een geslacht van vliesvleugelige insecten van de familie platkopwespen (Bethylidae).

## Soorten
- P. atriceps Kieffer, 1906
- P. luteus Kieffer, 1906